# داني لامب
داني لامب (7 سبتمبر 1995 في المملكة المتحدة - ) (بالإنجليزية: Danny Lamb)‏ هو لاعب كريكت بريطاني. لعب مع نادي مقاطعة لانكشر للكريكت ‏.

## وصلات خارجية
- داني لامب على موقع إي آس بي آن كريك إنفو (الإنجليزية)